# Mosteiros (Ponta Delgada)
Mosteiros ist eine portugiesische Gemeinde (Freguesia) im Kreis (Município) von Ponta Delgada auf der Azoreninsel São Miguel.
Das frühere Fischerdorf liegt direkt am Meer. Sein Name wird auf das Aussehen der größten der vorgelagerten Felsinseln Ilhéus dos Mosteiros zurückgeführt, das dem einer Kirche (Mosteiro, port. für Kloster) ähnelt.
Mosteiros besitzt einen dunklen Sandstrand und Naturschwimmbecken, die teils von heißen Quellen erwärmt werden. Die gesamte Küste von Mosteiros ist dabei der oft starken Brandung des Atlantik ausgesetzt. Oberhalb des Ortes bietet der Aussichtspunkt Miradouro da Ponta do Escalvado weite Blicke über Mosteiros und die abwechslungsreiche, teils schroff aufsteigende Küste.

## Geschichte
Der Ort wurde vermutlich seit dem späten 15. Jahrhundert besiedelt. Im 16. Jahrhundert wurde die erste Gemeindekirche errichtet.
Im 19. Jahrhundert erlebte der Ort einen bescheidenen Aufschwung, und es wurden zwei Musikgruppen gegründet: die Banda Fundação Brasileira (1863) und die Banda Harmonia Mosteirense (1883), beide bis heute bedeutende Motoren des gesellschaftlichen Lebens in der Gemeinde Mosteiros.
Seit den 1940er Jahren erlebte Mosteiros eine starke Auswanderungswelle, insbesondere nach Kanada und in die USA, traditionelle Auswanderungsziele der Azoren.
Lange galt Mosteiros als ein beispielhaftes Fischerdorf der Azoren, als einer der wenigen Orte der Region direkt am Meer gelegen. Insbesondere seit den 1990er Jahren jedoch entstehen zunehmend Sommerhäuser um Mosteiros herum, sowohl von Azoreanern, als auch von Festlandsportugiesen und Ausländern, insbesondere Deutschen.

## Verwaltung

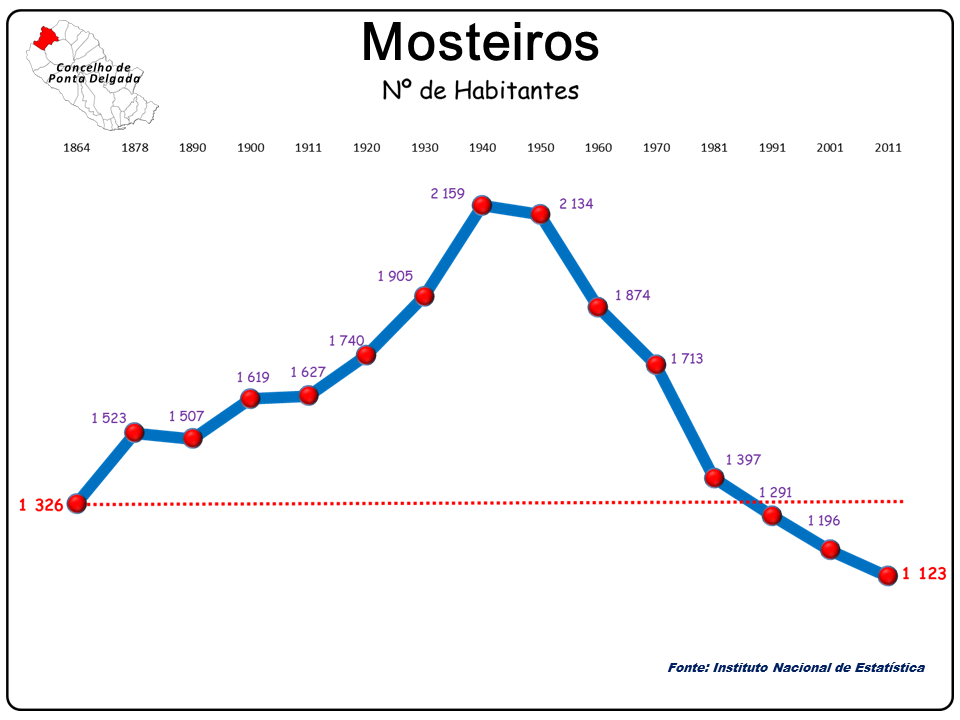
Einwohnerentwicklung der Gemeinde Mosteiros (1864 bis 2011)

Mosteiros ist Sitz einer gleichnamigen Gemeinde (Freguesia) im Kreis (Concelho) von Ponta Delgada. In ihr leben 1021 Einwohner (Stand 19. April 2021).
Folgende Orte liegen in der Gemeinde:
- Aldeia Velha
- Casa Nova
- Chão das Machadas
- Colmeal
- Fazenda Nova
- Feiteirona
- Joinal
- Lomba de Baixo
- Lomba de Cima
- Lombas
- Moeda Nova
- Mosteiros
- Pedras Brancas
- Pico de Mafra
- Pombal
- Outeiro
- Telhada
- Zuzarte

## Verkehr
Über die Küstenstraße ER 1-1 ist Mosteiros mit der Inselhauptstadt Ponta Delgada und in der entgegengesetzten Richtung mit Ribeira Grande verbunden. Die nächsten Ortschaften sind João Bom im Osten, Sete Cidades im Südosten und Várzea im Südwesten, die über Kreisstraßen zu erreichen sind.
Mosteiros verfügt über einen kleinen Fischereihafen, von dem aus auch Ausflugsboote zur Walbeobachtung ausfahren.
Mehrmals täglich verbinden Buslinien der Busgesellschaft Viação Micaelense Mosteiros mit der Hauptstadt Ponta Delgada, teils über Capelas und teils über Várzea.

## Wirtschaft
Der wichtigste Wirtschaftszweig ist die Landwirtschaft, wobei der Rinderzucht vorrangige Bedeutung zukommt. Eine geringere Rolle spielen weiterhin der Fischfang und der langsam zunehmende Inlands- und Auslands-Tourismus.

## Galerie

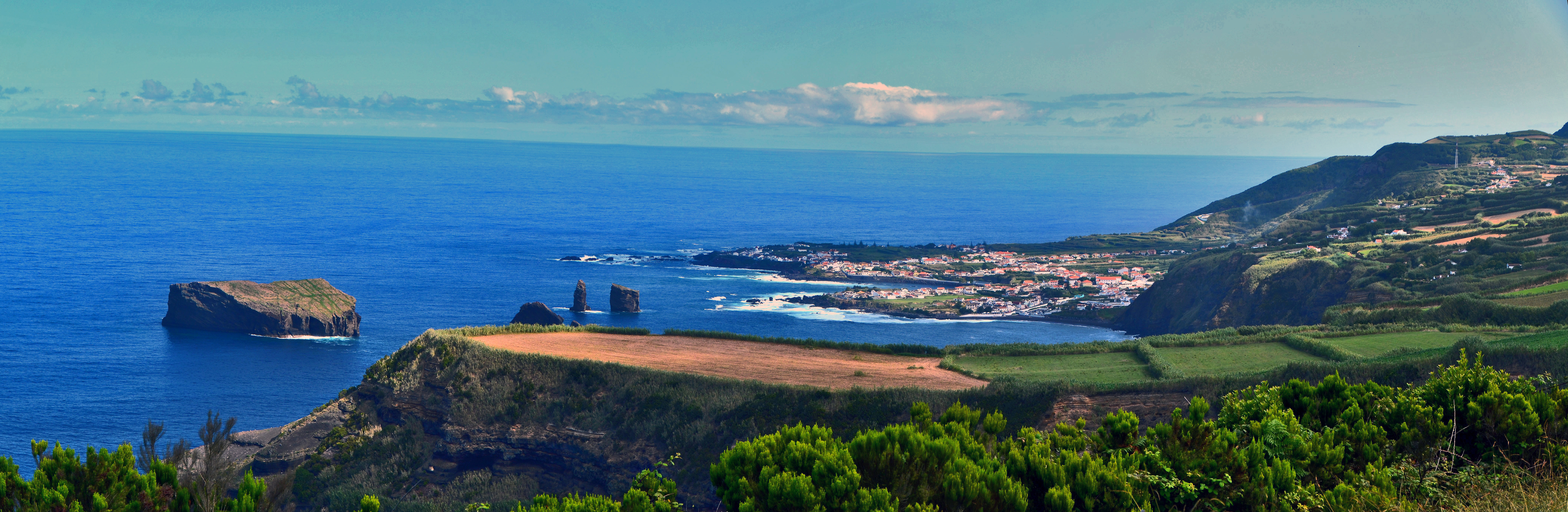
Blick auf Mosteiros  vom Ponto do Escalvado
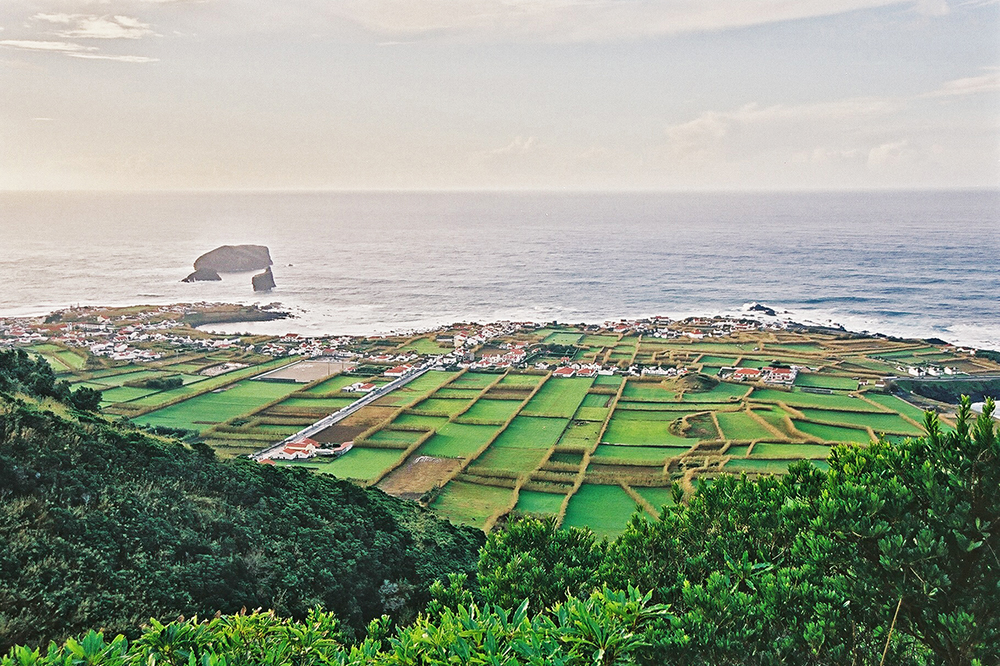
Blick auf Mosteiros
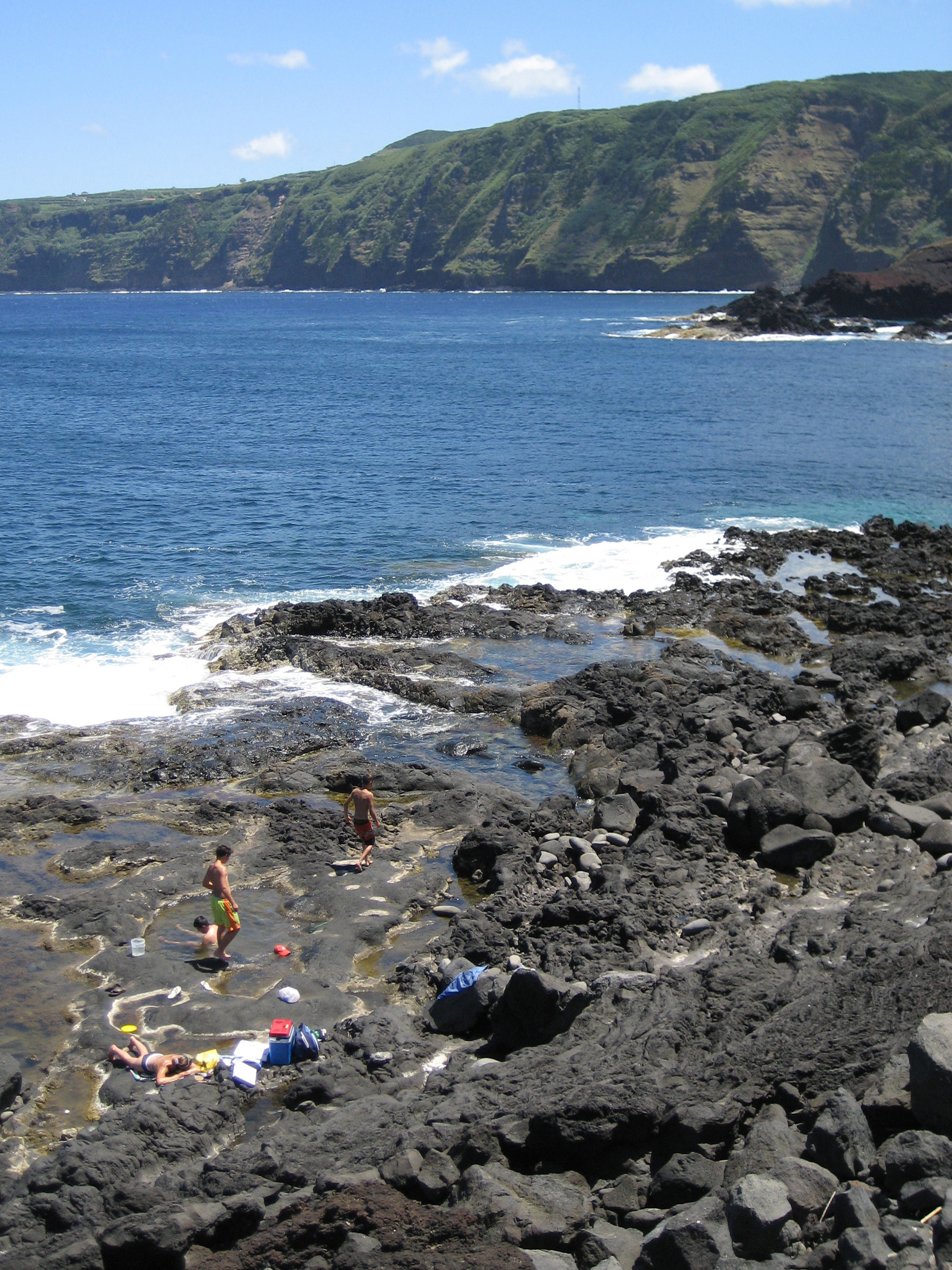
Naturschwimmbecken
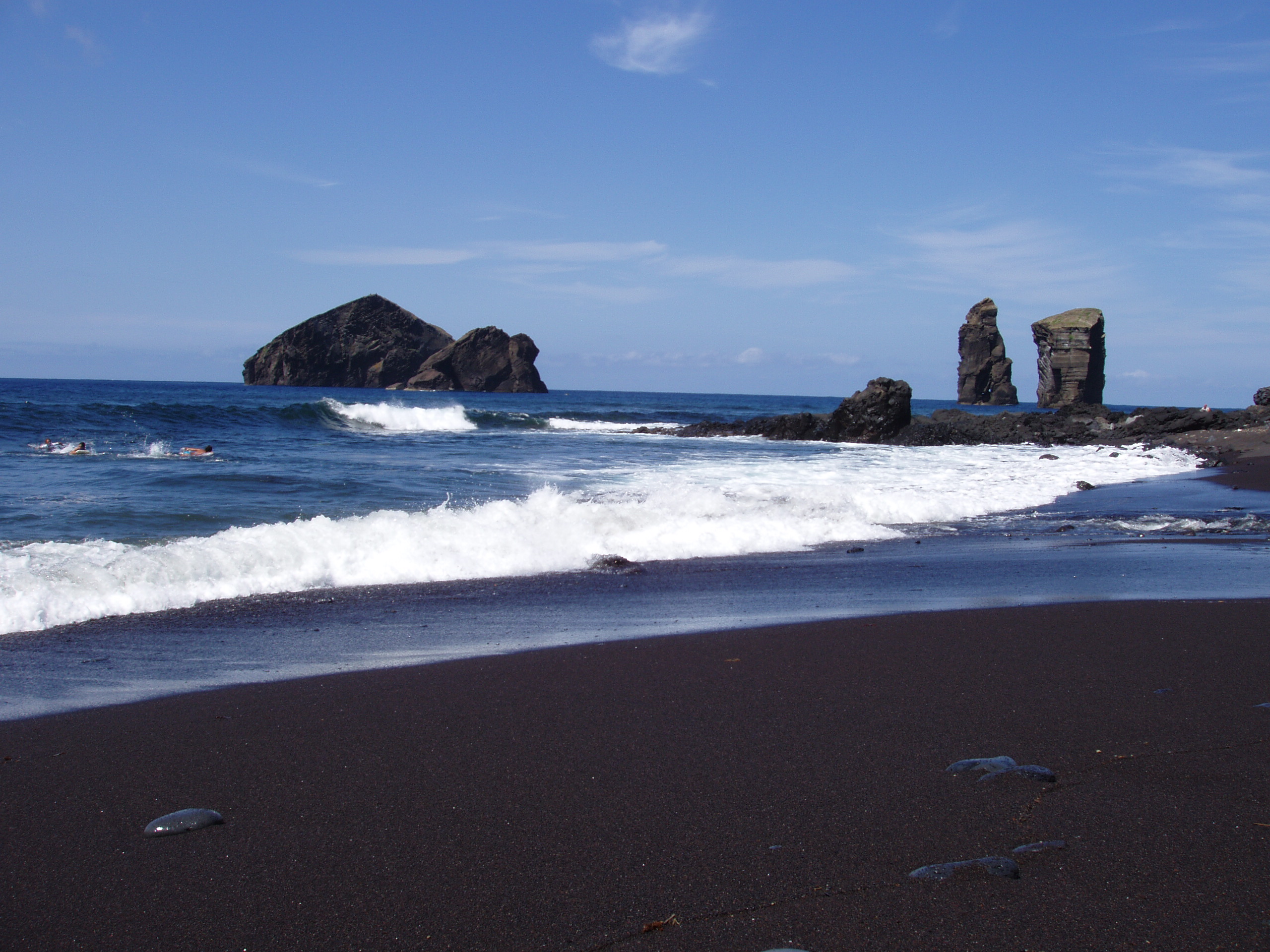
Strand mit Ilhéus dos Mosteiros
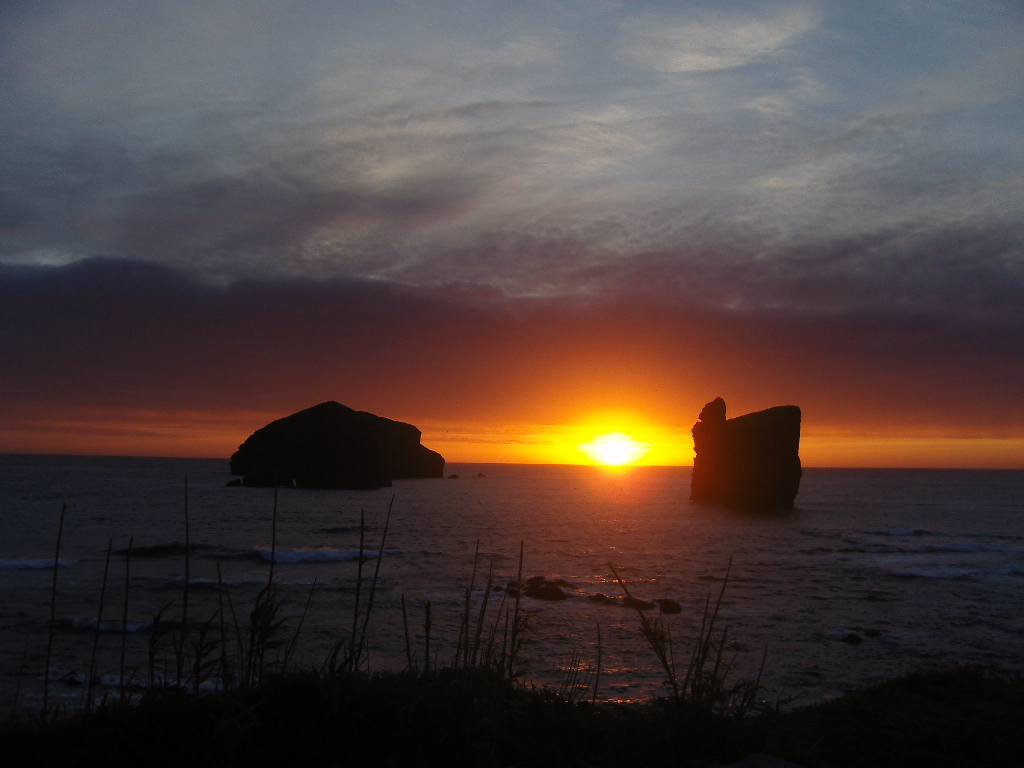
Sonnenuntergang
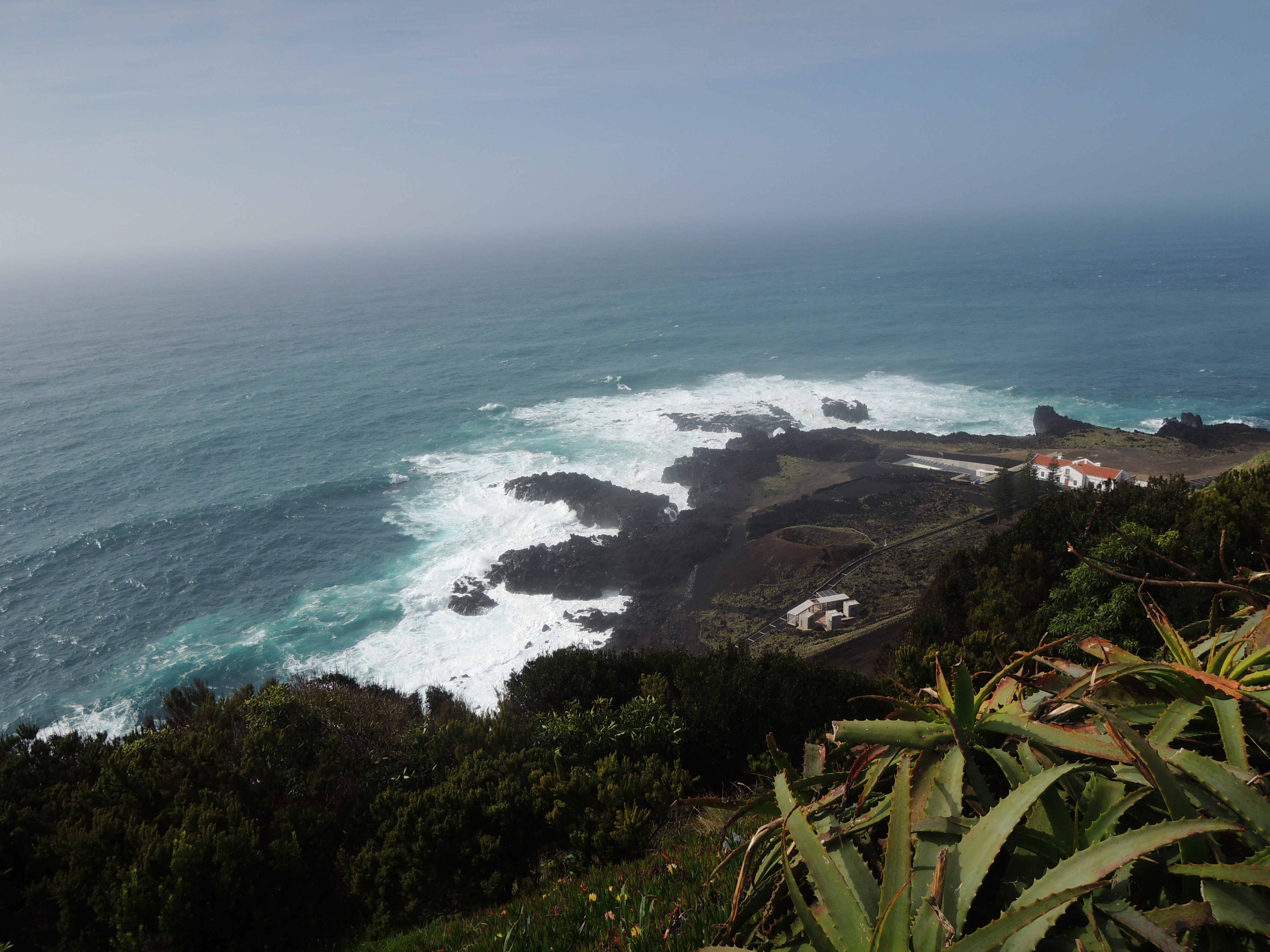
Küstenabschnitt um das Naturschwimmbecken

## Belege
1. 1 2  www.ine.pt – Indikator Resident population by Place of residence and Sex; Decennial in der Datenbank des Instituto Nacional de Estatística
2. ↑  Übersicht über Code-Zuordnungen von Freguesias auf epp.eurostat.ec.europa.eu
3. ↑  Eintrag der Gemeindekirche von Mosteiros in der portugiesischen Denkmalliste SIPA, abgerufen am 6. Oktober 2019
4. ↑  Michael Bussmann: Azoren. Michael Müller Verlag, Erlangen 2013, S. 191